# إليزابيث ستيفنسون
إليزابيث ستيفنسون (بالإنجليزية: Elizabeth Stevenson)‏ هي كاتِبة أمريكية، ولدت في 13 يونيو 1919 في منطقة قناة بنما في الولايات المتحدة، وتوفيت في 1999 في ديكاتور في الولايات المتحدة.